# Carmelo da Santíssima Trindade (Coronel Fabriciano)
O Carmelo da Santíssima Trindade e Beata Elisabeth da Trindade, mais conhecido como Carmelo da Santíssima Trindade, é um mosteiro localizado no município brasileiro de Coronel Fabriciano, no interior do estado de Minas Gerais. Foi inaugurado pelo então bispo da Diocese de Itabira-Fabriciano Dom Lélis Lara em 19 de março de 2000. Em 2001, passou a abrigar 13 irmãs; grande parte oriunda dos mosteiros de Montes Claros (Carmelo da Santíssima Trindade e do Imaculado Coração de Maria) e Três Pontas (Carmelo de São José).
Está situado no perímetro rural do bairro Contente, aos pés de formações rochosas da Serra dos Cocais, cuja localização resulta em um ambiente silencioso e propício a orações. As religiosas vivem conforme a Ordem dos Carmelitas Descalços, com atuação puramente contemplativa e que consiste na oração e na imolação com a Igreja e pela Igreja, excluindo qualquer forma de apostolado ativo.